# Jiří Sobotka
Jiří Sobotka (Prag, 6. lipnja 1911. – 20. svibnja 1994.), čehoslovački reprezentativac i bivši igrač praške Slavije i splitskog Hajduka. U svoje vrijeme bio je jedan od najboljih europskih nogometaša. Bio je centarfor reprezentacije Čehoslovačke koja je na Svjetskom prvenstvu 1934. godine u Italiji osvojila drugo mjesto i igrao je u finalnoj utakmici koju je domaćin Italija dobila rezultatom 2:1. U narednoj sezoni 1934./35. bio je najbolji strijelac prvenstva Čehoslovačke.
U Slaviji je igrao od 1932. do 1939. s kojom je osvojio 4 prvenstva, 1933., 1934., 1935. i 1937. i Mitropa kup 1938. godine. U Split je došao 1940., s 29 godina, u punoj igračkoj snazi i u Hajduku ostao do početka Drugog svjetskog rata. Tada osvaja prvenstvo Banovine Hrvatske, nakon čega odlazi od 1942. do 1946. u momčad Bat'a Zlin. Kraće vrijeme za izbivanja Ljube Benčića između dva prvenstva, obnaša dužnost trenera kluba.
Sobotka u Hajduku prvi službeni nastup ima protiv Osječke Slavije 25. veljače 1940., a nastupa u početnom sastavu. Rezultat te igre završio je bez golova, 0:0.
Sobotka je bio napadač, najčešće je igrao spojku i vođu navale, i bio je odličan organizator igre. Za reprezentaciju Čehoslovačke od 1934. do 1937. odigrao je 23 utakmice i dao 8 golova. Za splitske Bile nastupio je 42 puta i zadao 28 golova.
Statistika u Hajduku
| Natjecanje        | Nastupi | Zgoditci |
| ----------------- | ------- | -------- |
| Prvenstvo         | 34      | 17       |
| Kup               | 3       | 0        |
| Superkup          | 0       | 0        |
| Međunarodne       | 0       | 0        |
| Splitski podsavez | 0       | 0        |
| Ukupno            | 37      | 17       |
| Prijateljske      | 5       | 11       |
| Sveukupno         | 42      | 28       |